# گامی
گامی (به لاتین: Gämi) یک روستا در ترکمنستان است که در استان آخال واقع شده است. این روستا در ۵ کیلومتری جنوب‌شرقی و حومه شهر عشق‌آباد جای دارد و بزرگراه M37 را از عشق‌آباد به شهر آب‌نو پیوند می‌دهد.

## مردم
درآمد مردم این ناحیه از تولید پنبه، گندم و انواع سبزیجات تامین می‌شود. دولت ترکمنستان انواع خدمات کشاورزی مانند آب، کود و تجهیزات کشاورزی را با بهای مناسب و بدون دریافت مالیات را به کشاورزان این ناحیه ارائه می‌کند.